# Agathis atropurpurea
Agathis atropurpurea är en barrträdart som beskrevs av Bernard Patrick Matthew Hyland. Agathis atropurpurea ingår i släktet Agathis och familjen Araucariaceae. IUCN kategoriserar arten globalt som nära hotad. Inga underarter finns listade i Catalogue of Life.